# Proteu de peșteră
Proteul de peșteră (Proteus anguinus) este o salamandră bine adaptată vieții în apele subterane. Datorită traiului în întuneric, acest animal are ochii acoperiți cu o membrană albă și nu poate vedea. Trăiește exclusiv în Munții Balcani. Ajunge la 20-30cm în lungime, fiind mare pe lângă celelalte salamandre. Este de culoare roz deschis, motiv pentru care i se mai spune „pește-om”. Membrele sunt foarte mici, slab dezvoltate și distanțate. Branhiile externe îl fac să semene întreaga lui viață cu o larvă. Se reproduce în sezonul ploios. Doar două dintre cele 12-80 de ouă se dezvoltă, mâncându-le pe celelalte. Masculii își aleg un teritoriu relativ mic. Spre deosebire de alte salamandre, proteul de peșteră nu iese niciodată afară din apă. Este în pericol de dispariție din cauza poluării și  colectării. Are o durată de viață foarte lungă, între 70-100 ani.   